# Gisha
 (août 2023).
Si vous disposez d'ouvrages ou d'articles de référence ou si vous connaissez des sites web de qualité traitant du thème abordé ici, merci de compléter l'article en donnant les références utiles à sa vérifiabilité et en les liant à la section « Notes et références ».
Gisha (aussi appelé kouya Nasr) est un quartier de Téhéran. On[Qui ?] est en train d'y construire[Quand ?] ce qui sera la 4e tour la plus haute du monde, haute de 435 m, ainsi qu'un palais des congrès. Le Bank of Agriculture iranien y a son siège.